# Академическая хоровая капелла Украинского радио
Академическая хоровая капелла Украинского радио (Хор Украинского радио, Хор Радио) — один из старейших и авторитетнейших хоровых коллективов Украины, радиоансамбль Украинском радио в составе Национальной общественной телерадиокомпании Украины.
Основанная в 1932 году, она относится к масштабным хоровым капеллам, имеющим большую историю, лучшие исполнительские традиции, универсальный репертуар.

## Персоналии
История коллектива связана с именами величайших советских украинских хоровых дирижёров XX-XXI веков: Г. П. Таранова, А. З. Миньковского, В. Минько, Ю. Таранченко, Г. В. Кулябы, В. Мальцева, П. И. Муравского, В. Скоромного. Созданные в их годы деятельности в коллективе высокие художественные традиции, идеалы, профессиональная исполнительская школа стали гордостью Советской страны и Украинской республики, её художественным достоянием. Ныне художественным руководителем и главным дирижёром Академического хора Украинского радио является Юлия Ткач.

## Деятельность
За 80 лет существования коллектива создана уникальная коллекция записей, вошедших в Фонд Украинского радио. Туда вошли произведения всемирно известных композиторов: В. А. Моцарта, Л. Бетховена, Дж. Верди, И. Брамса, П. Чайковского, С. Рахманинова, Д. Шостаковича, Б. Лятошинского, Д. Бортнянского, М. Березовского, Е. Станковича, Л. Дычко и т.п.
Также коллектив записывает музыку к кинофильмам и издает компакт-диски.
Фондовые записи Академический хор осуществляет в одной из наилучших и самых больших в Европе студий звукозаписи — Большой концертной студии Дома звукозаписи Украинского радио.
Хор Национальной радиокомпании Украины ведет активную концертно-просветительскую деятельность. За время его почти вековой деятельности состоялось несколько тысяч концертных выступлений в престижных залах Украины и Европы. Он участник фестивалей «КиевМузикФест», «Музыкальные премьеры сезона» (Киев), «Прокофьевская весна» (г. Донецк), «Стравинский и Украина» (г. Луцк) и других. Коллектив гастролирует в Польше, Венгрии, Франции, Италии, Испании, Югославии, Германии, Голландии.
Хор Украинского радио исполняет духовную музыку, обработки украинских народных песен, произведения современных композиторов, шедевры мировой классики.